# Dolnik (literatura)
Dolnik – ukształtowany na gruncie wiersza rosyjskiego (wschodniosłowiańskiego) system wersyfikacyjny.
Dolnik powstał z wiersza sylabotonicznego, od którego odróżnia się zmiennymi interwałami międzyakcentowymi (co jest dostosowaniem do swobodnego akcentu języków wschodniosłowiańskich). Rozkwit tej formy przypada na lata 20. i 30. XX w.

## Rodzaje dolnika
Ze względu na stałą liczbę zgłosek akcentowanych w wersie dolniki dzieli się na potrójne i poczwórne. Realizacja określonego układu na przestrzeni całego tekstu nie jest konieczna (ale możliwa) – poszczególne wersy mogą mieć niemalże zupełnie odmienną budowę.

### Dolnik potrójny
```
(2/0)-1/2-1/2-(2/0)

```

### Dolnik poczwórny
```
(2/0)-1/2-1/2-1/2-(2/0)

```